# Hyloxalus craspedoceps
Hyloxalus craspedoceps é uma espécie de anfíbio anuro da família Dendrobatidae. Está presente no Peru. A UICN classificou-a como deficiente de dados.